# 长柱溲疏
长柱溲疏（学名：Deutzia staminea）为虎耳草科溲疏属下的一个种。

## 扩展阅读
- 維基物種上的相關：长柱溲疏